# Tersilochus deficiens
Tersilochus deficiens är en stekelart som först beskrevs av Léon Abel Provancher 1888.  Tersilochus deficiens ingår i släktet Tersilochus och familjen brokparasitsteklar. Inga underarter finns listade i Catalogue of Life.